# Acrapex cuprescens
Acrapex cuprescens là một loài bướm đêm trong họ Noctuidae.